# Chrysomallon squamiferum
El caracol volcánico (Chrysomallon squamiferum) es una especie de gasterópodo de la familia Peltospiridae. Vive en fuentes hidrotermales en el océano Índico a profundidades de entre 2500 y 2900 m.En 2019, fue declarada en peligro por la UICN, debido a la minería de aguas profundas.
Su concha es única, con tres capas; la exterior consiste en sulfuros de hierro, la central es equivalente al perióstraco que se puede encontrar en otros gasterópodos y la interior está hecha de aragonito. La parte exterior también es inusual, ya que está protegida a los lados con escleritos mineralizados de hierro.
La glándula esofágica del caracol alberga gammaproteobacterias simbióticas de las que obtiene su alimento. Es la única especie conocida que tiene sulfuros de hierro en su esqueleto (en los escleritos y en la concha).Su corazón es, proporcionalmente hablando, muy grande, comprende aproximadamente el 4% de su volumen corporal.

## Taxonomía
Fue descubierta en abril de 2001. Su taxón actual aparece por primera vez en 2003, pero no fue hasta 2015 cuando fue descrita por Chen et al. adhiriéndose a las normas del Código Internacional de Nomenclatura Zoológica.Los especímenes tipo se encuentran en el Museo de Historia Natural de Londres.
Chrysomallon squamiferum es la única especie del género Chrysomallon.El término Chrysomallon proviene de los términos griegos χρῡσός (khrūsós) y μαλλός (mallós), significando oro y pelo respectivamente, debido a que la pirita (un compuesto que aparece en su concha) es de color dorado.El nombre de la especie, squamiferum, es un neolatinismo formado por squama (escama) y -fer (que lleva).
Fue clasificada en la familia Peltospiridae por Warén et al. en 2003.Análisis moleculares posteriores basados en genes de citocromo c oxidasa I confirmaron la presencia de esta especie dentro de Peltospiridae.

## Distribución

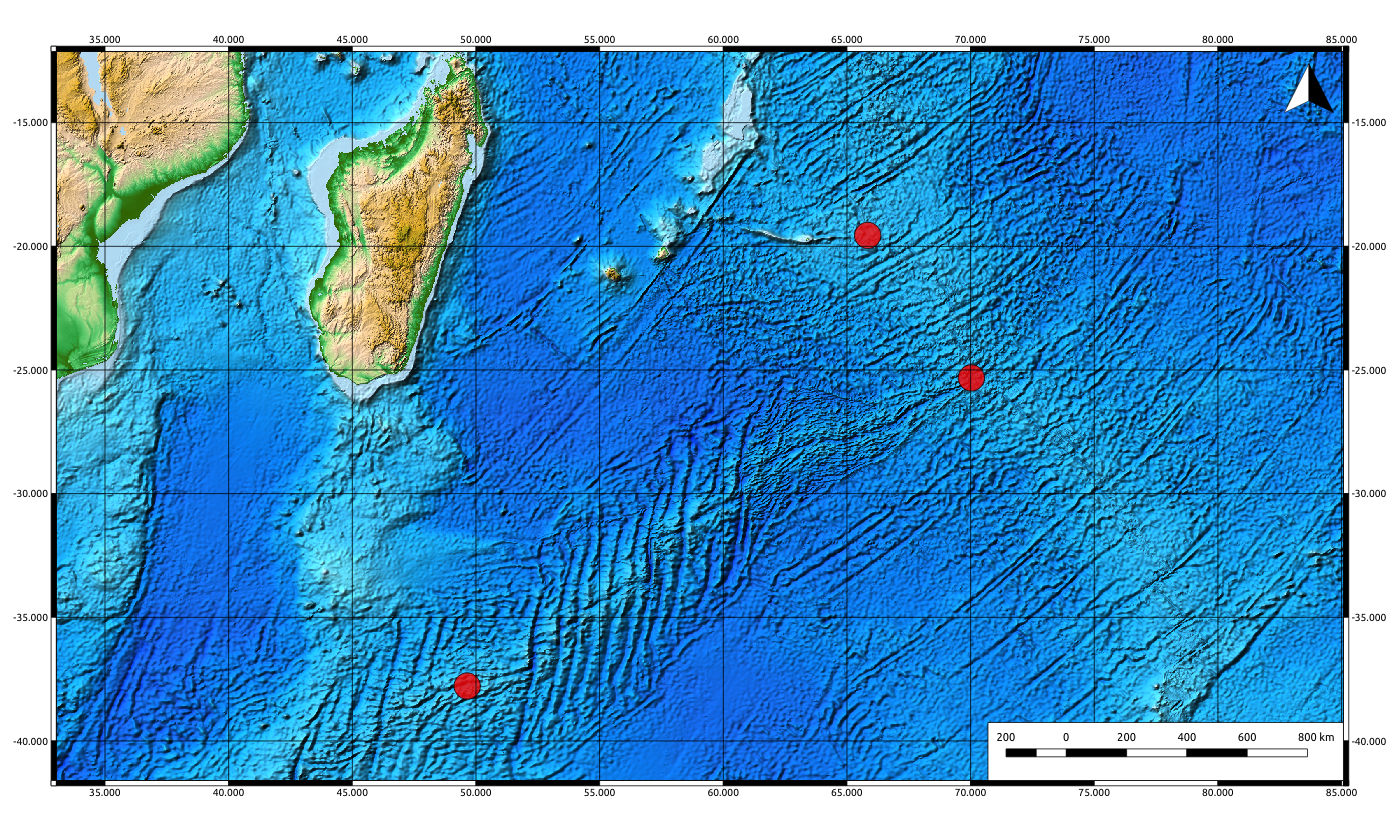
Distribución de Chrysomallon squamiferum en el océano Índico.

Es un gasterópodo endémico de los respiraderos hidrotermales de aguas profundas del océano Índico, que se encuentran a unos 2780 m de profundidad.La especie fue descubierta en 2001 y vivía en las bases de las fumarolas negras en el campo de respiraderos hidrotermales de Kairei, justo al norte del Punto Triple Rodrigues. La especie también ha sido encontrada en la dorsal central del Índico, dentro de la zona económica exclusiva de Mauricio.
Se sabe que los caracoles Peltospiridae viven principalmente en fuentes hidrotermales del Pacífico oriental. Nakamura et al. planteó la hipótesis de que la aparición de Chrysomallon squamiferum en el Océano Índico sugiere una relación de las faunas de los respiraderos hidrotermales entre estas dos áreas.

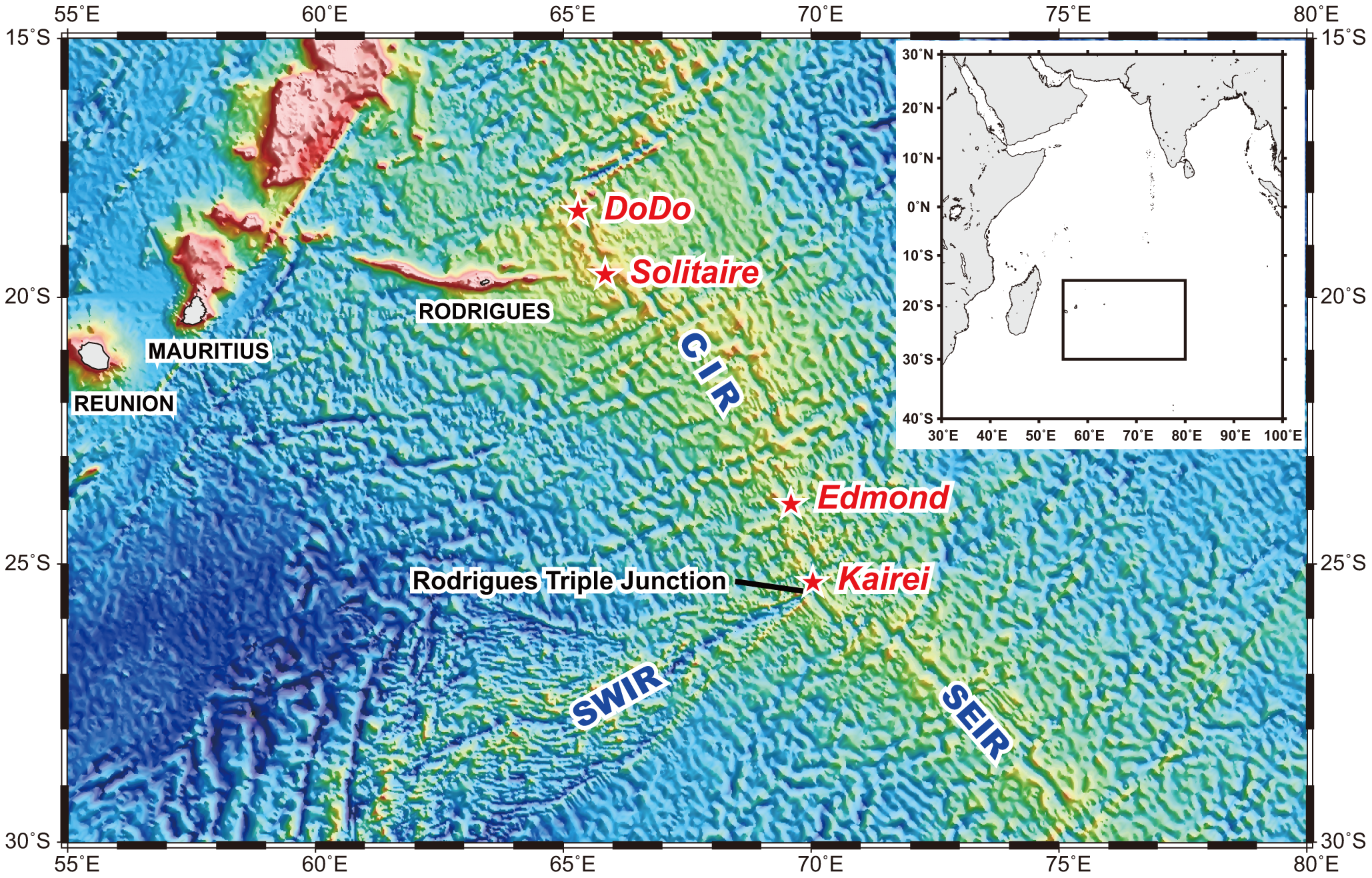
Mapa de la parte sur de la dorsal central del Índico donde se muestran fuentes hidrotermales.

## Descripción

### Escleritos

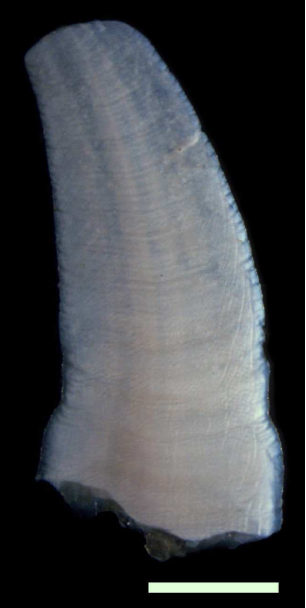
La barra de escala es de 1 mm.

Los laterales del pie del caracol están cubiertos con cientos de miles de escleritos de hierro, que están compuestos de greigita y pirita. Cada esclerito tiene un tejido epitelial, una conquiolina y una capa exterior con greigita y pirita.Los escleritos no son homólogos a los opérculos de otros gasterópodos ni a los escleritos que se encuentran en los poliplacóforos.Se ha hipotetizado que los escleritos del clado Halwaxiida del periodo cámbrico son los más análogos a los de este gasterópodo.
Los escleritos de C. squamiferum son, en su mayoría, proteínicos, en contraste con los de poliplacóforos, que son calcáreos.No se conoce ningún otro gasterópodo, vivo o extinto, que posea escleritos dermales.Tampoco se conoce ningún otro animal que utilice sulfuros de hierro en su esqueleto o exoesqueleto.
El tamaño de cada esclerito es de aproximadamente 1 × 5 mm en adultos.La población de Solitaire tiene escleritos blancos en vez de negros debido a que carecen de hierro.Los escleritos están imbricados, o sea, están superpuestos de manera que recuerdan a las tejas.Se ha especulado que los escleritos sirvan para proteger o desintoxicar al animal,aunque su verdadera función es aún desconocida. Los escleritos de la población de Kairei son ferrimagnéticos.
La superficie externa de los escleritos alberga multitud de epibiontes, como epsilomproteobacterias o termodesulfobacterias, las cuales probablemente le proveen la mineralización. Goffredi et al. hipotetizó en 2004 que el caracol expulsa compuestos orgánicos que facilitan el acoplamiento de las bacterias.

### Concha
La concha tiene tres verticilos. Su forma es esférica y la espira es ovalada. La forma de la abertura es elíptica. El ápice de la concha es frágil.
Su anchura es de entre 9,8 y 40,02 mm, muy grande en comparación con otras especies de Peltospiridae, las cuales no suelen sobrepasar los 15 mm. La concha más grande encontrada mide 45,5 mm y la media en adultos es de 32 mm. La anchura de la población de Solitaire es un poco menor que la de Kairei. La altura de la concha es de entre 7,65 y 30,87 mm. La anchura de la abertura  es de entre 6,38 y 27,29 mm.
La estructura de la concha consiste en tres capas. La exterior es oscura, de aproximadamente 30 μm de espesor y está hecha de sulfuros de hierro, incluyendo greigita (Fe3S4).Es el único animal conocido que posee este material en su esqueleto.La capa central, de aproximadamente 150 μm, es equivalente al perióstraco que se puede encontrar en otros gasterópodos. El perióstraco es grueso y marrón. La capa interior mide alrededor de 250 μm y está hecha de aragonito, una forma de carbonato de calcio que se encuentra en las conchas de los moluscos y en numerosos corales.
Cada capa contribuye a la efectividad de la defensa del caracol de diferentes maneras. La capa orgánica central parece absorber la tensión mecánica y la energía generada por un ataque de compresión (por ejemplo, con las garras de un cangrejo), lo que hace que la concha sea mucho más dura. La capa orgánica también disipa el calor.Las características de este material compuesto han abierto un nuevo campo de investigación, pudiendo llegar a usarse en futuros proyectos defensivos civiles o militares.

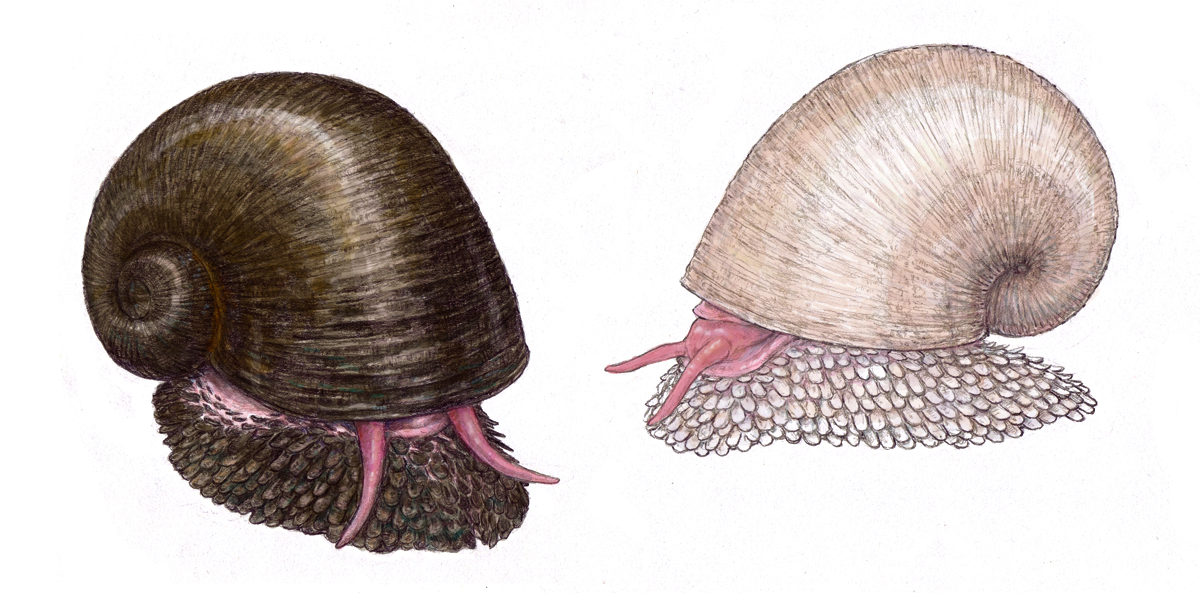
Dos variedades de Chrysomallon squamiferum.
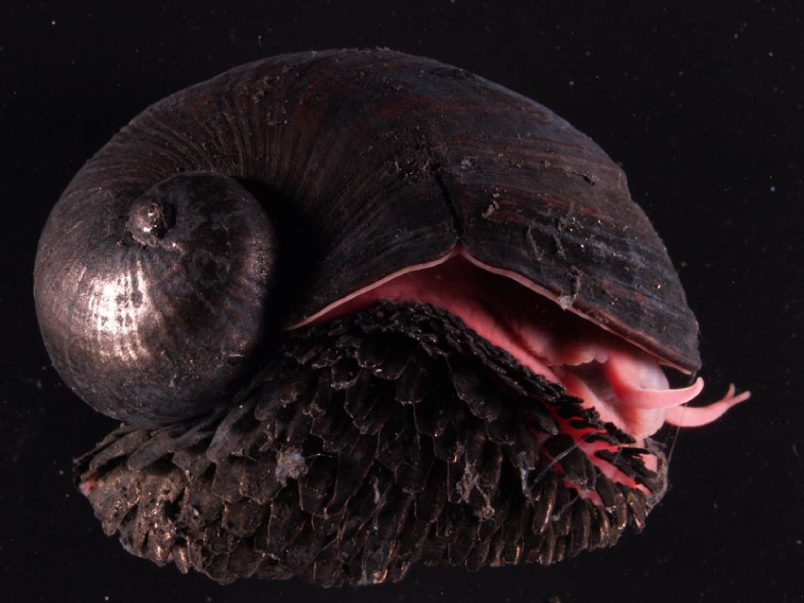
Ejemplar de Chrysomallon squamiferum de la población de la fuente hidrotermal de Kairei.
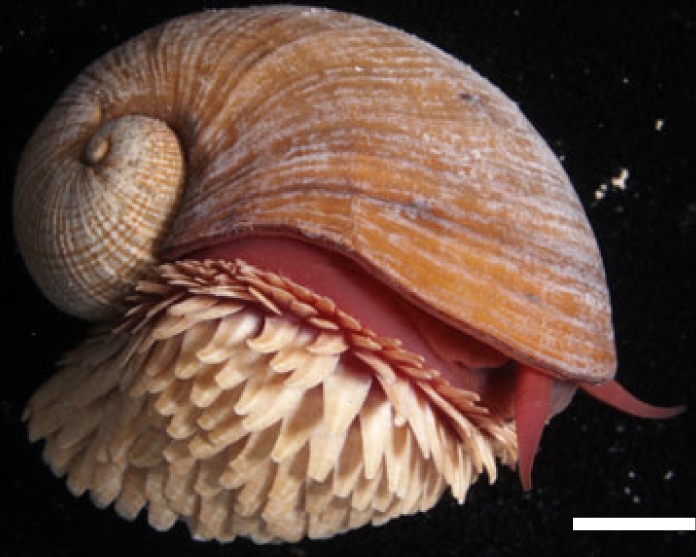
Ejemplar de Chrysomallon squamiferum de la población de la fuente hidrotermal de Solitaire.

### Opérculo
En esta especie el tamaño del opérculo cambia a medida que el animal crece, desde una forma redondeada en la juventud hasta una forma curva en la adultez, haciéndose también más pequeño con el tiempo.Alrededor de la mitad de los ejemplares adultos posee un opérculo entre los escleritos de la parte trasera del animal. Es probable que los escleritos crezcan gradualmente hasta cubrir completamente el pie para proteger al animal, haciendo que el opérculo pierda su función protectiva.

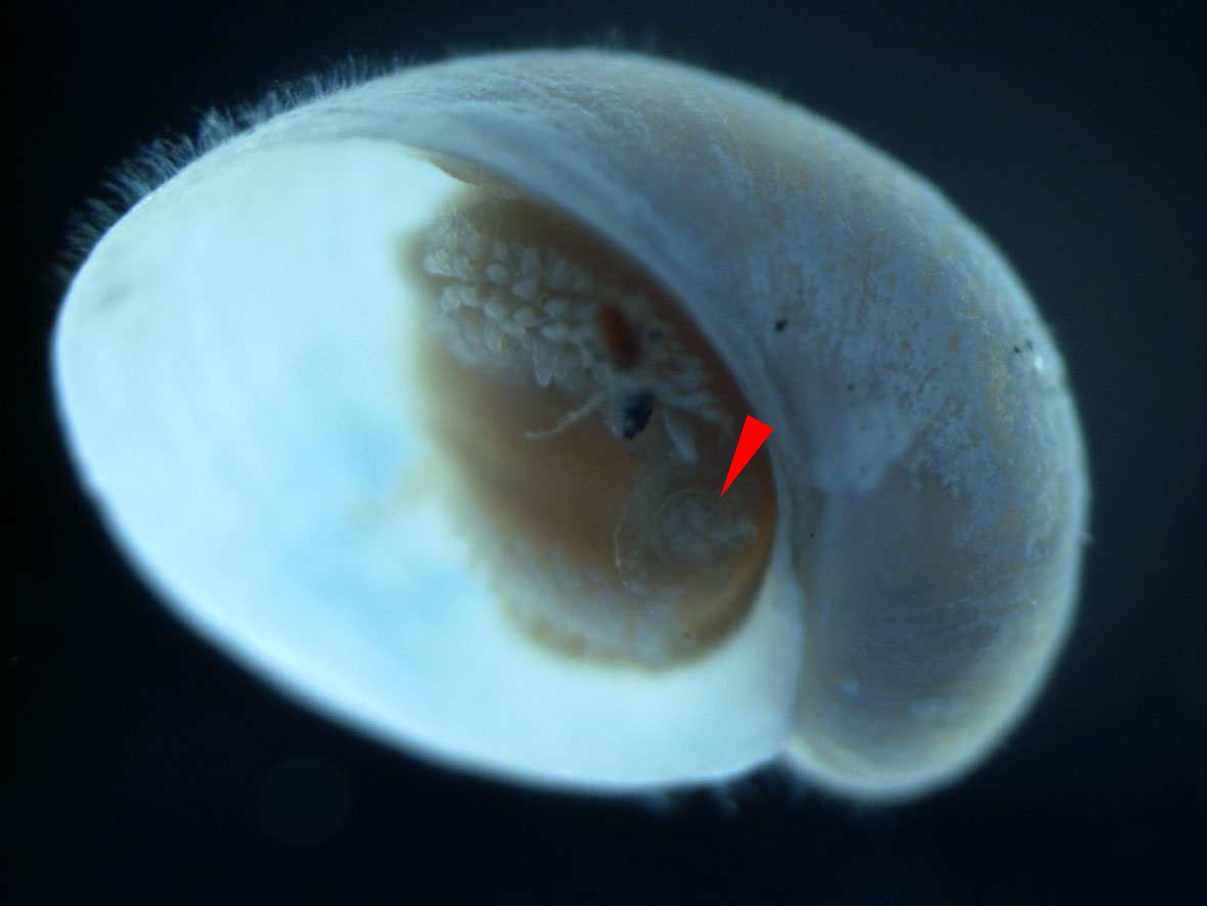
Un ejemplar joven con el opérculo indicado por el punto rojo. El tamaño de la concha es de aproximadamente 2 mm.
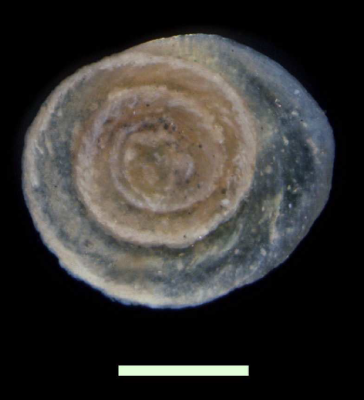
Opérculo de un caracol joven. La barra de escala es de 1 mm.
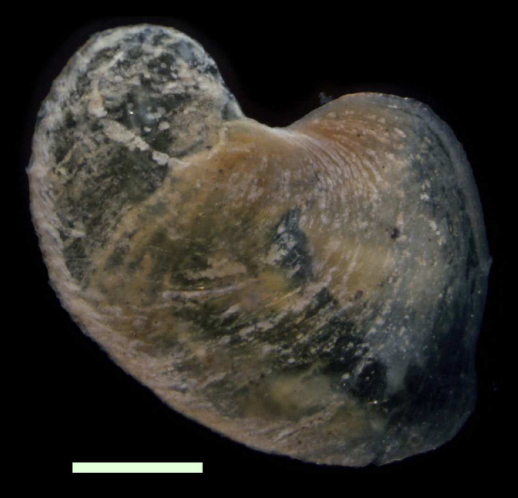
Opérculo de un caracol adulto. La barra de escala es de 1 mm.
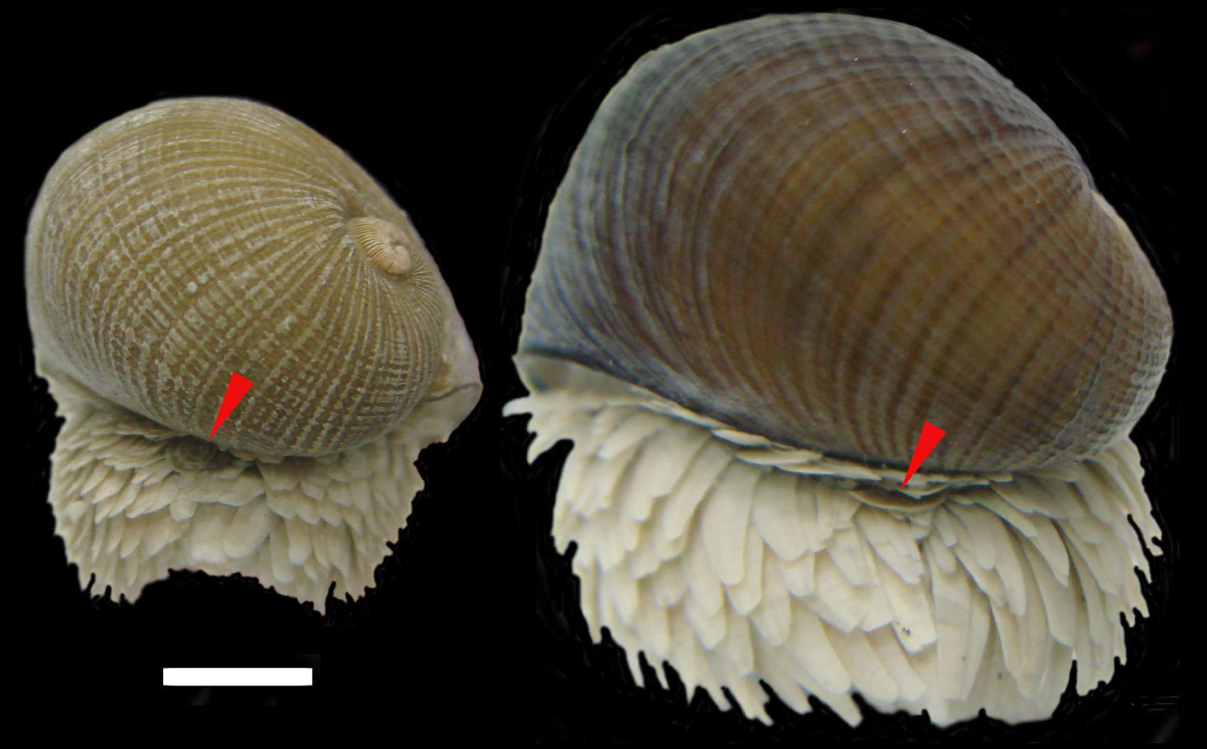
Caracoles adultos con el opérculo indicado por sendos puntos rojos. La barra de escala es de 5 mm.

## Ecología

### Hábitat
Esta especie habita en las fuentes hidrotermales del océano Índico. Vive cerca de los fluidos ácidos y reductores, en los laterales de las fumarolas negras.
La profundidad de la fuente Kairei varía desde 2415 m hasta 2460 m y sus dimensiones son aproximadamente 30 × 80 m. La inclinación de la superficie es de entre 10 y 30 grados.El sustrato está formado por troctolita y basalto.La población de Kairei vive en fluidos de baja temperatura de una sola chimenea.La zona transicional, donde estos gasterópodos fueron encontrados, mide aproximadamente de 1 a 2 m de ancho, con una temperatura de 2 a 10 °C.La temperatura del agua preferida para esta especie es de 5 °C. Estos caracoles viven en ambientes con altas concentraciones de ácido sulfhídrico y poco oxígeno.
En cuanto al número de individuos, la población de Kairei era menor que la de Longqi.

## Medidas de conservación
La especie no está protegida.Su hábitat potencial a lo largo de las fuentes hidrotermales del océano Índico es de 0,27 km². Las tres zonas donde ha sido encontrada tienen un área conjunta de 0,0177 km².

## En las artes y la cultura popular
Las características extrañas de esta especie la han hecho célebre en Internet. Aparece notablemente en el videojuego Dave the Diver.